# Partido Independentista Portorriquenho
O Partido Independentista Portorriquenho é um partido político de Porto Rico, fundado em 1946. O PIP (Partido Independentista Puertorriqueño, Puerto Rican Independence Party) é um dos três partidos políticos oficialmente reconhecidos em Puerto Rico. Sua trajetória política é pelo reconhecimento de Puerto Rico como uma república independente, distante da estrutura econômica colonial que engessa os acordos e tratados comerciais com outros países. O seu presidente, Rubén Berríos Martínez é também o Presidente honorário do IS, partido Internacional Socialista.

## Projeção internacional
Durante o Congresso Latino-americano e Caribenho pela Independência de Porto Rico, ocorrido nos dias 18 e 19 de novembro do ano de 2006 na Cidade do Panamá, foi constituído um Comitê Permanente de Trabalho do Congresso Latino-americano e Caribenho pela Independência de Porto Rico, composto por quinze delegados selecionados previamente e sob consulta, para "coordenar e fazer valer" o plano de ação e as deliberações do Congresso.

O Comitê de Trabalho é formado por Ricardo Núñez, Senador do Partido Socialista do Chile; Raúl Alfonsín, Ex Presidente da Argentina; Ricardo Alarcón, Presidente da Assembléia Nacional de Cuba; Horacio Serpa, do Partido Liberal Colombiano; Rolando Araya, Presidente para América Latina da Internacional Socialista; Gustavo Carvajal, Presidente Fundador da COPPPAL; Hugo Rodríguez Filippi, Senador e delegado pelo Partido Socialista do Uruguai; Rubén Giustiniani, Presidente do Partido Socialista da Argentina; Tomás Borges, Frente Sandinista de Libertação Nacional (FSLN) da Nicarágua; o Presidente Martín Torrijos (filho de Omar Torrijos) e Nils Castro, Secretario de Assuntos Internacionais do Partido Democrático Revolucionário Panamanian (PRD) do Panamá; Cuauhtémoc Cárdenas, Fundação para a Democracia, Alternativa e Debate, México; Antonio Cafiero, Presidente da COPPPAL - Conferência dos Partidos Políticos da América Latina e Caribe; Rubén Berríos Martínez, presidente do Partido Independentista Porto-riquenho, presidente honorário da Internacional Socialista e vice-presidente da Coppal e Fernando Martín pelo PIP de Puerto Rico. Posteriormente, um último membro adicional se integrará ao Comitê por parte do Brasil, do Partido dos Trabalhadores (PT) quando Luiz Inácio da Silva, Presidente de Brasil o selecione.

A bandeira de Porto Rico (1895),
que logo veio a simbolizar os ideais do Movimento Independentista Porto-riquenho, é actualmente composto pelo Puerto Rican Independence Party (PIP) e outras organizações.

## História
O PIP, inicialmente composto pela ala eleitoral do movimento pró-independência portorriquenho, hoje, é o maior partido independentista do país e o único nas votações eleitorais.

## Fundação
O partido foi fundado a 20 de outubro de 1946 por Gilberto Concepción de Gracia. Surgiu como um movimento pró-independência, indepentende do Partido Popular Democrático.

## Perseguição do Federal Bureau of Investigation
A perseguição do Federal Bureau of Investigation dos Estados Unidos e a inspeção de qualquer pessoa ou organização defendendo a independência de Porto Rico foi reconhecida pelo comando superior do FBI.

### Eleições gerais

#### Governador
| Data | Candidato                     | CI. | Votos   | %              | +/-   |
| ---- | ----------------------------- | --- | ------- | -------------- | ----- |
| 1948 | Francisco Susoni              | 3.º | 65 351  | 10,19 / 100,00 |       |
| 1952 | Fernando Milán                | 2.º | 126 228 | 19,00 / 100,00 | 8,81  |
| 1956 | Francisco Susoni              | 3.º | 86 636  | 12,48 / 100,00 | 6,52  |
| 1960 | Julio García Diaz             | 4.º | 24 211  | 3,04 / 100,00  | 9,44  |
| 1964 | Gilberto Concepción de Gracia | 4.º | 23 340  | 2,78 / 100,00  | 0,26  |
| 1968 | Antonio J. González           | 4.º | 32 166  | 3,49 / 100,00  | 0,71  |
| 1972 | Noel Colón Martínez           | 3.º | 69 654  | 5,36 / 100,00  | 1,87  |
| 1976 | Rubén Berríos Martínez        | 3.º | 83 037  | 5,67 / 100,00  | 0,31  |
| 1980 | Rubén Berríos Martínez        | 3.º | 87 272  | 5,39 / 100,00  | 0,28  |
| 1984 | Fernando Martín García        | 4.º | 61 312  | 3,52 / 100,00  | 1,87  |
| 1988 | Rubén Berríos Martínez        | 3.º | 99 206  | 5,47 / 100,00  | 1,95  |
| 1992 | Fernando Martín García        | 3.º | 79 219  | 4,21 / 100,00  | 1,26  |
| 1996 | David Noriega Rodríguez       | 3.º | 73 305  | 3,73 / 100,00  | 0,48  |
| 2000 | Rubén Berríos Martínez        | 3.º | 104 705 | 5,20 / 100,00  | 1,47  |
| 2004 | Rubén Berríos Martínez        | 3.º | 54 551  | 2,74 / 100,00  | 2,46  |
| 2008 | Edwin Irizarry Mora           | 4.º | 39 590  | 2,04 / 100,00  | 0,70  |
| 2012 | Juan Dalmau Ramírez           | 3.º | 47 331  | 2,52 / 100,00  | 0,48  |
| 2016 | María de Lourdes Santiago     | 5.º | 33 729  | 2,13 / 100,00  | 0,39  |
| 2020 | Juan Dalmau Ramírez           | 4.º | 169 516 | 13,72 / 100,00 | 11,59 |